# Pygophora maculigera
Pygophora maculigera är en tvåvingeart som först beskrevs av Stein 1920.  Pygophora maculigera ingår i släktet Pygophora och familjen husflugor. Inga underarter finns listade i Catalogue of Life.